# Melena
La melena és l'expulsió de deposicions (excrements) negres, viscoses i pudents a causa de la presència de sang degradada provinent del tub digestiu superior (boca-angle duodenojejunal.
La melena és la presència d'excrements sanguinolents, producte del sagnat provinent d'algun lloc de l'aparell digestiu. Així, quan el sagnat prové de la part superior del tub digestiu, que abasta l'esòfag, estómac i primera porció del duodè, pren una coloració sovint referida com "enquitranada", la sang digerida a l'estómac fa que els excrements prenguin un color negre.
Quan l'hemorràgia prové de la segona porció del duodè, còlon o recte, es pot trobar sang oculta a la femta. A aquest sagnat se l'anomena hematoquèzia, el qual, a diferència de la melena, és la deposició amb sagnat vermell intens.
Sovint també es relaciona amb la melena el vòmit amb sang, anomenat hematèmesi, el qual suggereix un sagnat actiu, ja sigui per una úlcera pèptica, trencament de varius esofàgiques, esquinços de Mallory Weiss, etc.
Per produir-se les melenes cal almenys una pèrdua entre 50 i 80 mil·lilitres de sang.